# Wadeline Jonathasová
Wadeline Jonathasová, nepřechýleně Wadeline Jonathas (* 19. února 1998) je americká sportovkyně, atletka, sprinterka. Získala zlatou medaili na mistrovství světa 2019 v překážkách na 4 × 400 m.